# Allan Wasserman
Pour les articles homonymes, voir Wasserman.
Allan Wasserman est un acteur américain né le 16 mai 1952 à The Bronx, New York (États-Unis).

## Filmographie
- 1988 : Baby M (TV) : Grosman
- 1988 : Big : Gym Teacher
- 1988 : Cocktail : Job Interviewer
- 1988 : Dans les griffes de la mafia (Lady Mobster) (TV) : Gino Albertini
- 1989 : Full Exposure: The Sex Tapes Scandal (TV) : Morris Fell
- 1990 : The Adventures of Ford Fairlane de Renny Harlin : Mortician
- 1990 : Le Grand Tremblement de terre de Los Angeles (The Big One: The Great Los Angeles Earthquake) de Larry Elikann (TV) : Barry Jacobs
- 1990 : Menu for Murder (TV) : Police Sergeant
- 1991 : White Hot: The Mysterious Murder of Thelma Todd (TV) : Medical Examiner
- 1991 : Newman (And You Thought Your Parents Were Weird) de Tony Cookson : Mel
- 1994 : Tonya & Nancy: The Inside Story (TV) : Sports Agent
- 1994 : Little Big League d'Andrew Scheinman : Little League Umpire
- 1995 : Safe : Client
- 1996 : Erreur judiciaire (Innocent Victims) (TV) : Judge Johnson
- 1999 : Larry et son nombril (TV) : HBO Executive
- 1997 : Port Charles (série TV) : Garrett 'Gary' Smith (1999)
- 2001 : Shooting LA : The Producer
- 2001 : Accroché (Nailed) : Rabbi
- 2001 : The Learning Curve (en) : Lou
- 2005 : Partner(s) : Howard